# San Francisco Tepeolulco
San Francisco Tepeolulco är en stad belägen i kommunen Temascalcingo i delstaten Mexiko i Mexiko. Samhället hade 7 090 invånare vid folkräkningen 2020.